# Landjahr

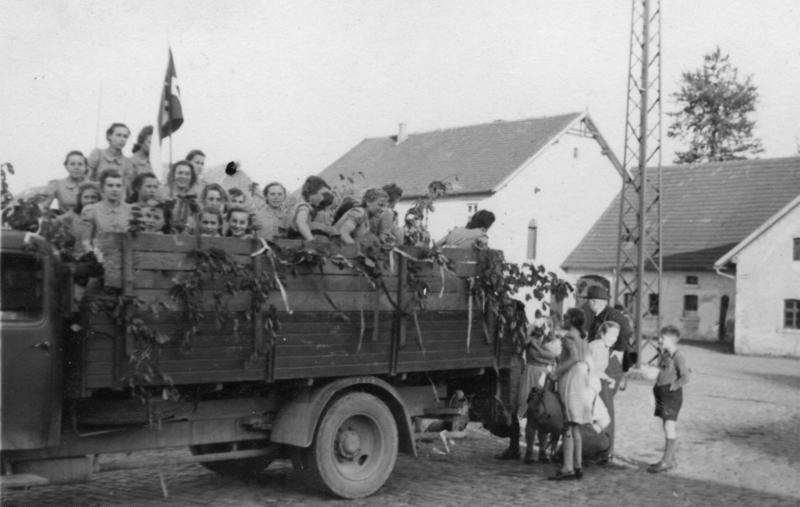
Uczestniczki Landjahru (1942)

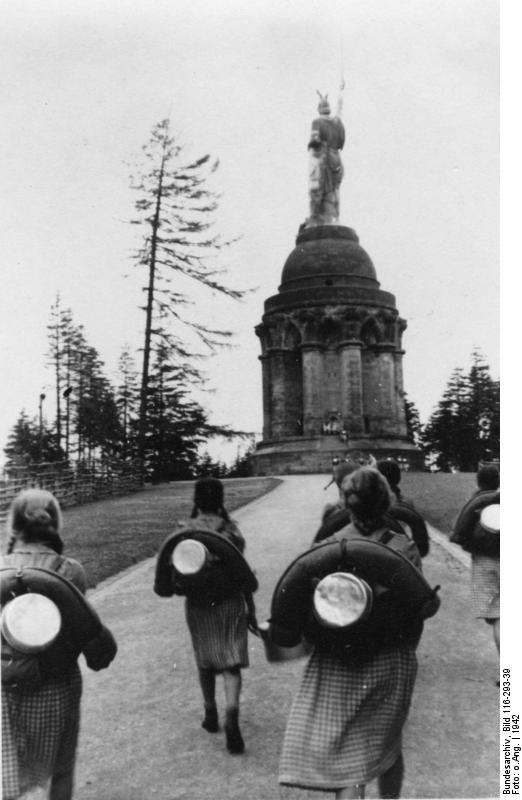
Uczestniczki Landjahru pod pomnikiem Arminiusza Hermana w Detmoldzie (1942)

Landjahr – pozaszkolna służba wychowywania miejskiej młodzieży niemieckiej w III Rzeszy, polegająca na przymusowym roku służby wiejskiej (roku wyszkolenia wiejskiego).
Źródłem tej koncepcji była ideologia Blut und Boden, uformowana na przełomie XIX i XX wieku, głosząca przewagę chłopstwa nad mieszczaństwem; mieszkańcy wsi mieli być ostoją tradycyjnych, niemieckich wartości i być przedstawicielami czystej rasy aryjskiej. Teorię tę przejęli ideolodzy NSDAP, między innymi Heinrich Himmler. Oprócz celów ideologicznych organizacji tej służby przyświecały cele gospodarcze – w ówczesnych Niemczech występowało ogromne zapotrzebowanie na wiejską siłę roboczą wskutek masowej ucieczki mieszkańców wsi do miast.

## Początki
Po przejęciu władzy w 1933 roku naziści zorganizowali tak zwaną Landhilfe – ochotniczą pracę na wsi. Rok później stała się ona formalnie obowiązkowa jako Landjahr – na mocy pruskiej ustawy z 29 marca 1934 roku do odbycia roku służby wiejskiej zobowiązani byli absolwenci szkół powszechnych obojga płci, mieszkający w ośrodkach miejskich liczących powyżej 25 tysięcy mieszkańców. Służba zakwalifikowanych osób miała trwać dziewięć miesięcy – od początku kwietnia do końca grudnia.
Do początku 1935 roku zorganizowano w Prusach 210 ośrodków, do których skierowano 22 tysiące chłopców i 9 tysięcy dziewcząt; nadzór nad nimi sprawował Amt für das Landjahr (Urząd do Spraw Rocznej Służby Wiejskiej) i władze oświatowe. Następnie obowiązek zorganizowania tej służby rozciągnięto na inne kraje Rzeszy. Część obozów zorganizowano na wschodniej granicy Niemiec, łącząc zalety pracy na wsi z walką o utrzymanie niemczyzny na rubieżach państwa (tam też, wskutek migracji na zachód, był największy niedobór rąk do pracy).
W początkowym okresie część młodych ludzi była kwaterowana w wynajętych obiektach (pałacach, zagrodach, gospodach), później skoszarowano ich w specjalnie przygotowanych barakach. Zobowiązani byli do noszenia mundurów Hitlerjugend i Bund Deutscher Mädel, które uzupełniano naszywkami i odznakami Landjahr.
Typowy dzień uczestnika Landjahru zaczynał się o 6 rano zaprawą fizyczną. Następne godziny wypełniały instruktaże oraz zajęcia praktycznie – praca na roli, zarówno przy uprawie roślin, jak i zwierzętach. Do tego dochodziły szkolenia ideologiczne, apele, spotkania ze zdrową tkanką narodu, czyli mieszkańcami wsi i ich folklorem, a także gry terenowe i wycieczki. Chłopcy dodatkowo uczestniczyli w szkoleniu wojskowym, a dziewczęta w pracach domowych. W okresie służby nie przyznawano urlopów, za pracę nie wypłacano też wynagrodzenia.
Po wypełnieniu rocznego obowiązku młodzież wracała do szkół lub podejmowała pracę, czekała ich też dalsza służba w Reichsarbeitsdienst.

## Kolejne lata
W podsumowaniu pierwszego roku Landjahru wysoko oceniono całą akcję, ale nie zaobserwowano zwiększenia zainteresowania wsią wśród młodych Niemców. Dopiero w 1936 roku stwierdzono, że 20% uczestników zdecydowało się pozostać na obszarach wiejskich. Aby zachęcić młodzież nie zapomniano też o reklamie – wydawano czasopisma Das Landjahr i Landjahr-Schulungsbriefe, bogato ilustrowane broszury (w 1938 i 1942 roku), kręcono filmy propagandowe.
Po wybuchu II wojny światowej rozpoczął się upadek organizacji. Potrzeba sięgania po coraz młodszego rekruta spowodowała, że zwiększała się ilość dziewcząt, a malała chłopców. Sięgano też po młodzież z terenów zajętych przez III Rzeszę, między innymi z dawnego polskiego województwa śląskiego, gdzie traktowano Landjahr jako kolejną formę przymusowych robót w Niemczech – służbę w Landjahrze miał w swoim życiorysie między innymi Kazimierz Kutz, natomiast udało się jej uniknąć Gerardowi Cieślikowi. Sytuacji nie poprawiło ogłoszenie 1942 roku jako roku służby na Wschodzie i na wsi.

## Landjahr w Hitlerjugend
Większymi sukcesami zakończyła się Służba Wiejska Hitlerjugend – Landdienst der HJ, która była jednak ochotnicza (zbliżona do wolontariatu) i za którą przysługiwało niewielkie wynagrodzenie. Utworzono ją również w 1934 roku; zgłaszali się do niej chłopcy między 14 a 18 rokiem życia i dziewczęta mające między 14 do 21 lat.
Ochotnicy podpisywali specjalne umowy na minimalny okres 12 miesięcy – musieli wówczas w tygodniu pracować przez 54 godziny, w tym przez 3 godziny w niedzielę. W okresie prac polowych liczba godzin mogła zostać wydłużona do 60 tygodniowo. Pełny cykl szkolenia obejmował trzy – cztery lata w różnym typie gospodarstw wiejskich. Służbę zaczynano w gospodarstwach chłopskich, po nich następowało szkolenie rolnicze i kurs na wzorcowej fermie. Po pomyślnym ukończeniu otrzymywało się dyplom – Neubauernschein (Nowych praktykantów rolniczych).
Osoby kończące służbę miały być forpocztą zagospodarowującą nowe zdobycze na wschodzie. Pomimo że wielu młodych ludzi uważało służbę w Landjahrze za swój obowiązek, liczba ochotników do Landdienstu der HJ rosła powoli: w 1936 – 6,6 tysiąca, rok później 7 tysięcy. Dopiero w 1938 roku podniosła się do 18 tysięcy, a w roku wybuchu II wojny światowej do ponad 25 tysięcy. Dobre wyniki w rekrutacji osiągano między innymi na Pomorzu Zachodnim. Podobno 20% uczestników pozostawało po ukończeniu służby na wsi (początkowo jedynie 10%).
Ochotników kwaterowano w należących do Hitlerjugend obiektach noclegowych w ramach Betriebsgruppen (grupy zakładowe) przy dużych gospodarstwach i folwarkach. Mniejsze Dorfgruppen (grupy wiejskie) spały bezpośrednio u gospodarzy, którzy zmuszeni byli do zapewnienia im odpowiednich warunków.
Obie służby wiejskie zakończyły swą działalność w 1944 roku.